# Comarca de Lumbier
La Comarca de Lumbier (Irunberrialdea en euskera) es una comarca y una subzona (según la Zonificación Navarra 2000) de la Comunidad Foral de Navarra (España), situada dentro de la zona de Pirineos. Dicha comarca está formada por 4 municipios y forma parte de la Merindad de Sangüesa.

## Geografía física

### Situación
La comarca se encuentra situada en la parte centro-oriental de la Comunidad Foral de Navarra dentro de la zona geográfica denominada Montaña de Navarra, por ella discurre el curso bajo del río Irati. La comarca tiene 349.9 km² de superficie y limita al norte con la comarca de Auñamendi, al este con la de Roncal-Salazar, al sur con la de Sangüesa y al oeste con la de Aoiz.

## Municipios
La comarca de Lumbier está formada por 4 municipios, que se listan a continuación con los datos de población, superficie y densidad correspondientes al año 2017 según el INE.
| Municipio   | Población | Superficie | Densidad |
| ----------- | --------- | ---------- | -------- |
| Lumbier     | 1336      | 57,40      | 23.28    |
| Romanzado   | 180       | 91,44      | 1.97     |
| Urraúl Alto | 144       | 140,86     | 1.02     |
| Urraúl Bajo | 305       | 59,72      | 5.11     |

## Deportes
El Club Deportivo Ilumberri es desde 1923 el equipo de fútbol de la localidad. Juega sus partidos en el campo de fútbol de El Lardín, de hierba natural, situado a las afueras del pueblo.